# Алматі
Алматі (груз. ალმატი) — село в Грузії.
За даними перепису населення 2014 року в селі проживає 565 осіб.